# Ванда (княжна)
Ванда (пол. Wanda або Wąda) — легендарна княгиня західних полян. Ім'я перекладається як «гачок», оскільки своєю красою і чеснотами міцно «чіпляла» жителів племені. Міф про Ванду поєднав в собі скандинавські легенди, античні та слов'янські міфи.

## Життєпис

### Князювання
Походила з династії Лехітів. Після смерті князя Леха II влада перейшла до його сестри — Ванди. Панувала напочатку VII ст. Ванда проявила себе справедливою і передбачливою володаркою.
При цьому вона, відповідно до «Великопольської хроніки», відкидала пропозиції про шлюб від сусідніх володарів, які розраховували за рахунок полян збільшити площу своїх володінь. Один з них, могутній князь алеманнів на ім'я Рітогар, відправив сватів просити руки Ванди, погрожуючи в разі відмови війною. Відповідно до Вінцента Кадлубека, Ванда була непохитна у своєму рішенні, зібрала величезне військо і виступила проти Рітогара. Хоробрість князя алеманнів стала сходити нанівець, і він відновив переговори про шлюб, на що Ванда твердо відповіла послам: П'ередайте вашому князю, що шлюб з ним і з ким-небудь іншим мені ненависний, і я волію, щоб мене краще називали пані, ніж дружиною пана. Він оголосив мені війну, готує битву; нехай буде йому соромно, що при вишуканому до бою війську він, чоловік і князь, забувши про Марса, домовляється про справи Венери, і, відклавши зброю, веде переговори про шлюб". Вояки Рітогара, почувши про красу і чесноти Ванди і дізнавшись, що їм доведеться воювати за неправу справу, кинули зброю і пішли з поля битви. Рітогар з горя кинувся на меч і наклав на себе руки, а Ванда з почестями повернулася до Кракова.

### Смерть
Загибель Ванди подає «Великопольська хроніка». Бажаючи віддячити богів, вона призначила молебні на всіх вівтарях протягом 30 днів, після чого вирішила принести небачену жертву — саму себе, бажаючи, щоб безперервний блиск її діянь був затьмарені якимись нещасним випадком. Спочатку Ванда зарізала жертовну тварину, здійснивши жертвопринесення відповідно до звичаїв батьків, а потім сама кинулася у води Вісли. Поховали її в полі над річкою Длубней, в одній милі від Кракова, і могилі її були надані такі ж почесті, як і могилі Крака. Крім того, річка Вісла отримала назву Вандал, хоча воно і не прижилося, а племена, які мешкали на ній стали зватися вандалами.
Відповідно до Вінцента Кадлубека Ванда ще тривалий час правила Польщею, померла власною смертю. Версію стосовно самогубства Ванди поширював Ян Длугош. Хроніст Георгій Елурій вказує, що сестрами Ванди була Любуша, засновниця Праги, та Валуска — засновниця Клодзьки.
Оскільки у Ванди не було дітей, поляки не стали обирати нового князя, а довгий час жили без єдиного правителя, вибираючи лише воєвод, яких загалом було 12.
В пізнє Середньовіччя міф про Ванди було використано як обґрунтування для панування королеви в Польщі, можливо легенда поширюється в часи правління королеви Ядвіги Анжу.

## Пам'ять
Іменини Ванди відносять до 23 червня. На думку дослідників гора, на якій принесла жертви Ванда розташовувалася неподалік Кракова й називалася пагорбом Ванди. Деякі відносять її географічне розташування до промислового району Нова-Гута (частина Кракова). Ванда є напівофіційним покровителем цього району. Тут її ім'я носять торговий центр, вулиця, міст і стадіон.

## Твори про Ванду
- «Bellum Prutenum» (епопея), автор — польський поет Ян Вісліцький
- «Ванда» (епіграма), автор — польський поет Клеменс Яніцький
- «Ванда» (елегія), автор — Ян Кохановський
- «Ванда» (драма), автор — німецький поет Захарій Вернер
- «Ванда» (поема), автор — польський поет Ципріан Каміль Норвід
- «Ванда» (п'єса), автор — хорватський драматург Матія Бан
- «Ванда» (опера), автор — чеський композитор Антонін Дворжак